# Revolverheld (Band)
Revolverheld ist eine deutsche Pop-Rock-Band. Ihre bekanntesten Songs sind Spinner, Halt dich an mir fest und Ich lass für dich das Licht an.

## Bandgeschichte
Die Gruppe wurde unter dem Namen Manga im Winter 2002 in Hamburg gegründet. Im Herbst 2004 nannte sie sich in Tsunamikiller um. Seit dem Tsunami Ende 2004 nennt sie sich Revolverheld. Sie begann ihre Karriere mit zahlreichen kleinen Konzerten in den Jahren 2002 bis 2004. Als Vorgruppe von Silbermond und Die Happy stieg der Bekanntheitsgrad ab dem Jahr 2005 allmählich an. Mit dem Song Rock ’n’ Roll wurden die ersten Radiosender auf die Band aufmerksam. 2003 wurde die Band beim OXMOX-Bandcontest Dritter. 2004 wurde sie von der Popakademie Baden-Württemberg in deren Bandpool aufgenommen, wo sie über 18 Monate ein Coachingprogramm erhielt. Im selben Jahr begann die Zusammenarbeit mit Manager Sascha Stadler, dem Geschäftsführer der Agentur voll:kontakt. Im Februar 2005 unterschrieb Revolverheld einen Plattenvertrag bei Columbia Deutschland.
Die erste Single der Band, Generation Rock, erschien im Juni 2005 und erreichte auf Anhieb die deutschen Charts. Zusammen mit dem Produzenten Clemens Matznick entstand das Debüt-Album Revolverheld, das im September 2005 erschien. Die zweite Single-Auskopplung daraus war die Rockballade Die Welt steht still, die auf Platz 16 der Charts einstieg. Im Februar 2006 erschien die dritte Auskopplung Freunde bleiben, mit der Revolverheld die Freie Hansestadt Bremen beim Bundesvision Song Contest 2006 vertrat und damit den zweiten Platz belegte. Die vierte Single aus ihrem Debüt-Album wurde im Juni 2006 veröffentlicht und trägt den Titel Mit dir chilln. Revolverheld gewann durch Internetabstimmung den Musikpreis 1Live Krone als Bester Newcomer 2006.
Im Mai 2007 erschien das zweite Album mit dem Namen Chaostheorie. Die erste Singleauskopplung Ich werd’ die Welt verändern wurde am 27. April veröffentlicht und ist seitdem die Erkennungsmelodie des Formats Deine Chance! 3 Bewerber – 1 Job auf ProSieben. Sie stieg auf Platz 21 der deutschen Charts ein. Die zweite Single trägt den Namen Du Explodierst und wurde auf 5555 Stück limitiert. Die Kostüme im zugehörigen Videoclip sind an den Film Uhrwerk Orange angelehnt. Im September 2007 erschien die Single Unzertrennlich, die Platz 45 in den deutschen Charts belegte. Die Band wurde vom Deutschen Fußball-Bund nominiert, den offiziellen Nationalmannschafts-Fan-Song zur Fußball-Europameisterschaft 2008 zu singen, der Helden 2008 heißt und Platz 2 der deutschen Single-Charts erreichte. Seit 2009 nehmen die Bandmitglieder regelmäßig am Benefiz-Fußballspiel Kicken mit Herz teil.
2010 wurde als erste Auskopplung aus dem Album In Farbe die Single Spinner veröffentlicht, welche in die Top 20 der deutschen Single-Charts einstieg. Dazu wurde auch ein Musikvideo gedreht. Wenig später erschien In Farbe und stieg als drittes Album in Folge in die Top 10 der Album-Charts ein. Im November des Jahres brachte die Band mit Halt dich an mir fest einen weiteren Song heraus. Dieser wurde zusammen mit der Frontsängerin der Band Die Happy, Marta Jandová, aufgenommen und in der Castingshow Popstars vorgestellt, in der Jandová als Jurorin fungiert. Halt dich an mir fest erreichte in Deutschland Platz acht der Charts und wurde als erste Single der Gruppe mit Gold ausgezeichnet. Weiterhin wurde das Album In Farbe im Mai 2011 mit Gold ausgezeichnet.
Im August 2013 erschien Das kann uns keiner nehmen als erste Single-Auskopplung aus dem Album Immer in Bewegung, das im September 2013 erschien. Im Juli 2013 wurde der gleichnamige Titelsong als Video veröffentlicht und kostenlos auf iTunes zum Download bereitgestellt. Im Januar 2014 veröffentlichte die Band das Musikvideo Ich lass für dich das Licht an. Der Clip entstand, als die Band einem Freund bei dessen Heiratsantrag half. Bei der Casting-Show Dein Song übernahm Revolverheld 2014 die Musikpatenschaft von Philipp Göhring. Gemeinsam spielten sie im Finale am 4. April den Song Wer weiß, verloren aber gegen DJ BoBo und dessen Schützling Pier Luca Abel. Am 20. September 2014 gewannen Revolverheld mit Lass uns gehen, der dritten Singleauskopplung von Immer in Bewegung, für Bremen den Bundesvision Song Contest 2014. 2015 spielten sie ein MTV Unplugged, das als Videoalbum und als Livealbum veröffentlicht wurde.
Am 1. Dezember 2017 veröffentlichten Revolverheld mit Das Herz schlägt bis zum Hals ihre erste Single seit zwei Jahren. Sie ist der Titelsong zum Film Dieses bescheuerte Herz. Anfang März 2018 erschien mit Immer noch fühlen die erste Single ihres fünften Albums Zimmer mit Blick, welches am 13. April 2018 veröffentlicht wurde. Es erreichte Platz 2 der deutschen Charts sowie Platz 3 in Österreich und Platz 15 in der Schweiz. Nach Veröffentlichung des Albums erreichte auch Immer noch fühlen eine Chartplatzierung.
Am 23. Oktober 2023 kündigte Revolverheld via Social Media an, im Januar 2024 ein neues Album zu veröffentlichen. R/H/1 sei "eine Platte, die es eigentlich gar nicht gibt", was laut Pressestatement bedeutet: "Auf die gängigen Mechanismen der Musikindustrie verzichten Revolverheld dieses Mal bewusst: Keine große Promophase, kein Streaming, keine Singles, kein Radio. Das Album wird auch nicht im Handel oder digital erhältlich sein, sondern ausschließlich auf Tour." In Interviews erklärte die Band, nach neuen Wegen abseits klassischer Label-Strukturen und Streaming zu suchen. Das Album wurde als Bundle mit einem Konzertticket (für eine neun deutsche Städte umfassende Tour) physisch und als Download verkauft und bei den Konzerten live aufgeführt. Die Aktion erhielt einige Aufmerksamkeit und die begleitende Clubtour war größtenteils ausverkauft. Im Juli 2024 erschien "Einfach Machen" als offizieller ARD-Song für die TV-Übertragung der Olympischen Spiele in Paris.

## Mitglieder

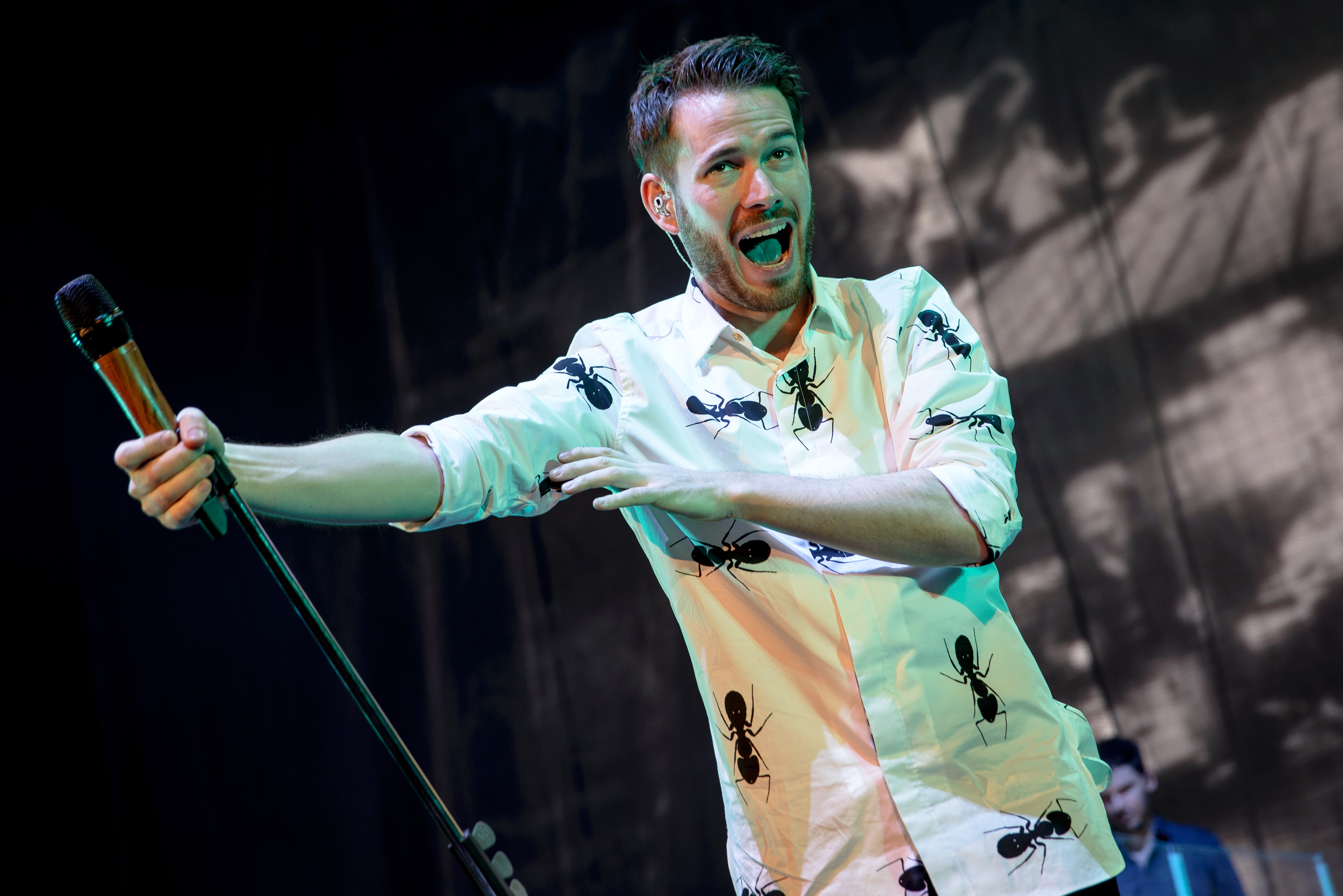
Johannes Strate (2016)

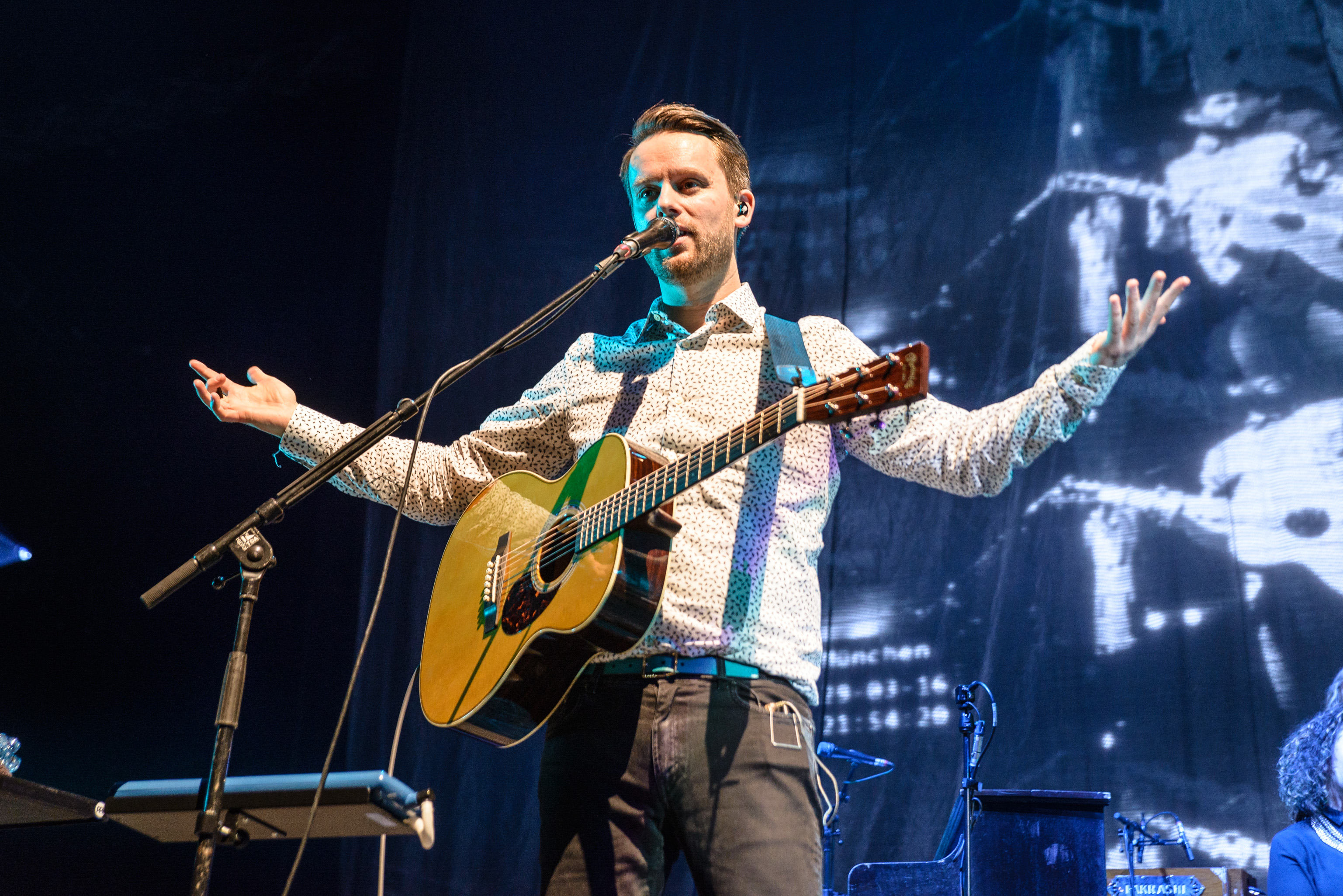
Kristoffer Hünecke (2016)

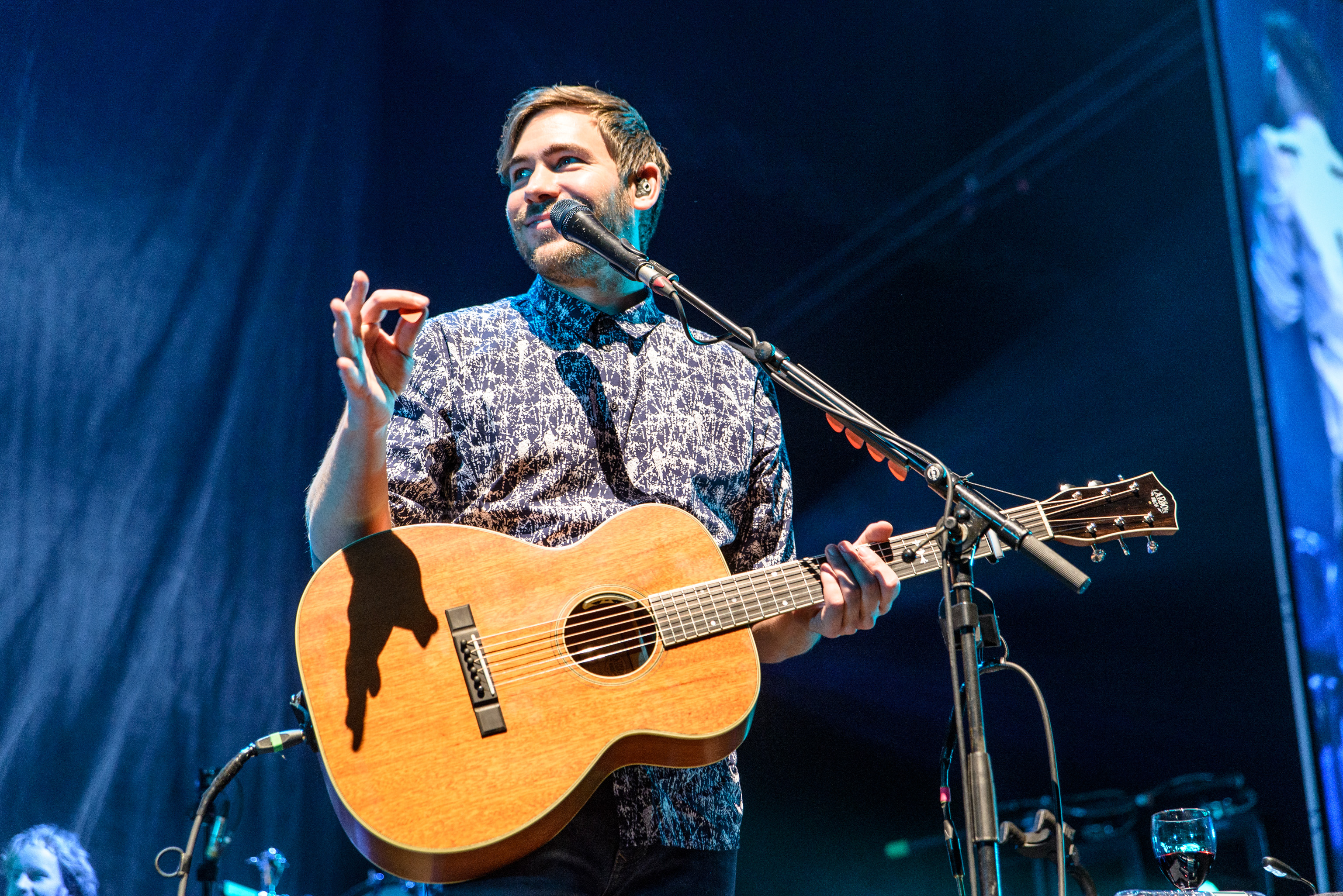
Niels Kristian Hansen (2016)

- Johannes Strate (* 17. März 1980), Gesang
- Kristoffer Hünecke (* 12. Mai 1978), Gitarre
- Niels Kristian Hansen (* 22. April 1980, geb. Grötsch), Gitarre. Er begann mit neun Jahren, Gitarre zu spielen und erhielt fünf Jahre lang klassischen Gitarrenunterricht. Mit 14 kam er in eine Schülerband und nahm E-Gitarren-Unterricht. Nach einigen kleineren Bands gründete er zusammen mit Jakob Sinn und Kristoffer Hünecke die Gruppe Freiraum.
- Jakob Sinn (* 20. Dezember 1980), Schlagzeug. Mit zehn Jahren begann er, Schlagzeug zu spielen und nahm Schlagzeugunterricht. Später gab er selbst Unterricht und arbeitete nebenbei als Fotomodel.
- Florian „Flo“ Speer (* 10. Juni 1977), Bass (bis 2012). Mit neun Jahren nahm er Gitarrenunterricht – Bassspielen brachte er sich selbst bei. Nach diversen kleineren Bands und The Skatoons kam er am Schluss zu Revolverheld. Im November 2012 wurde bekannt, dass Florian Speer die Band verlässt.[14]
- Chris Rodriguez begleitet die Band auf Tour am Bass.

## Politisches
Revolverheld traten am 10. Mai 2014 bei der „Energiewende-Demo“ in Berlin auf und unterstützte die Forderungen. Zur Fußball-Europameisterschaft 2016 trat die Gruppe in der Satiresendung extra3 auf und spielte zusammen mit Christian Ehring und Heinz Strunk eine veränderte Version von Lass uns gehen. In dem Text parodierten und kritisierten sie „besorgte Bürger“ und deren Ablehnung von Nationalspielern mit Migrationshintergrund. Am 6. Oktober 2018 trat die Band im Hambacher Forst auf, um die Demonstranten für den Kohleausstieg zu unterstützen.

## Diskografie
Studioalben

| Jahr | Titel Musiklabel                          | Höchstplatzierung, Gesamtwochen, AuszeichnungChartplatzierungen (Jahr, Titel, Musiklabel, Platzierungen, Wochen, Auszeichnungen, Anmerkungen) | Höchstplatzierung, Gesamtwochen, AuszeichnungChartplatzierungen (Jahr, Titel, Musiklabel, Platzierungen, Wochen, Auszeichnungen, Anmerkungen) | Höchstplatzierung, Gesamtwochen, AuszeichnungChartplatzierungen (Jahr, Titel, Musiklabel, Platzierungen, Wochen, Auszeichnungen, Anmerkungen) | Anmerkungen                                                  |
| Jahr | Titel Musiklabel                          | DE | AT | CH | Anmerkungen                                                  |
| ---- | ----------------------------------------- | --- | --- | --- | ------------------------------------------------------------ |
| 2005 | Revolverheld Columbia Records (Sony BMG)  | DE7 Platin · (42 Wo.)DE | AT27 (19 Wo.)AT | — | Erstveröffentlichung: 23. September 2005 Verkäufe: + 200.000 |
| 2007 | Chaostheorie Columbia Records (Sony BMG)  | DE3 (15 Wo.)DE | AT17 (4 Wo.)AT | — | Erstveröffentlichung: 25. Mai 2007                           |
| 2010 | In Farbe Columbia Records (Sony)          | DE6 Gold · (34 Wo.)DE | AT24 (3 Wo.)AT | — | Erstveröffentlichung: 12. März 2010 Verkäufe: + 100.000      |
| 2013 | Immer in Bewegung Columbia Records (Sony) | DE9 ×2Doppelplatin · (98 Wo.)DE | AT3 Gold · (43 Wo.)AT | CH82 (5 Wo.)CH | Erstveröffentlichung: 20. September 2013 Verkäufe: + 407.500 |
| 2018 | Zimmer mit Blick Columbia Records (Sony)  | DE2 Gold · (31 Wo.)DE | AT3 (9 Wo.)AT | CH15 (4 Wo.)CH | Erstveröffentlichung: 13. April 2018 Verkäufe: + 100.000     |
| 2021 | Neu erzählen Columbia Records (Sony)      | DE2 (10 Wo.)DE | AT18 (1 Wo.)AT | CH56 (1 Wo.)CH | Erstveröffentlichung: 8. Oktober 2021                        |

## Auszeichnungen
2003
- OXMOX-Bandcontest – Dritter[1] und nicht Gewinner, wie der Schlagzeuger im Bonedo-Podcast richtigstellt.

2006
- Bravo Otto – Bronze für Band Rock
- 1Live Krone – Beste Newcomer

2007
- Live Entertainment Award – FKP Scorpio/Extratours/Revolverheld Beste Club-Tournee

2011
- Radio Regenbogen Award – Duett (Halt dich an mir fest)
- Comet – Bester Liveact

2014
- Bundesvision Song Contest 2014 – Gewinner mit Lass uns gehen
- MTV Europe Music Awards 2014 – Best German Act

2015
- ECHO Pop – Beste Gruppe national Rock/Pop

2019
- Radio Regenbogen Award – Band National 2018